# AHS Krab
L'AHS Krab (« Crabe »  en polonais) est un obusier automoteur polonais de calibre 155 mm conçu sur la base d'un châssis de K9 Thunder sud-coréen avec une tourelle britannique AS-90M Braveheart. La version 2011 utilise un canon Nexter Systems et un châssis UPG. La version de 2016 utilise le châssis K9 et un canon Rheinmetall. En date de 2016, l'armée polonaise a reçu 80 canons sur un total de 120 commandés jusqu'en 2024.

## Histoire
Le canon a été développé dans le cadre du programme « Regina » avec l'objectif de créer une pièce d'artillerie de 155 mm à longue portée pour l'armée polonaise. Plutôt que de se procurer un système automoteur complet à l'étranger, la Pologne fait le choix d'acheter la licence d'un système canon-tourelle et de le monter sur des châssis développés localement.
En 1997, une compétition internationale pour l'acquisition d'une tourelle complète avec canon est annoncée. Elle est remportée par l'AS-90M britannique face au PzH 2000 allemand et, en 1999, le transfert de technologie est réalisé. Le châssis UPG-NG est développé en Pologne par OBRUM à Gliwice à partir d'un châssis SPG-1M (lui-même développé à partir d'un tracteur soviétique MT-S), en utilisant des pièces combinées au char PT-91 Twardy. Le premier prototype est achevé en 2001, le second l'année suivante. Les deux premiers prototypes de l'obusier sont équipés de systèmes de tourelle fournis par BAE Systems. Il est prévu d'achever le premier escadron en 2008 mais le programme est retardé pour des raisons financières et ce n'est qu'en 2008 que l'armée polonaise commande le lot initial, achevé en 2012. Il comprend huit canons (six véhicules prototypes neufs et deux améliorés), des véhicules de commandement (sur un châssis MT-LB très modernisé), ainsi que des munitions et des véhicules de réparation.
Dans les premiers modèles produits et ceux de série, les canons britanniques sont remplacés par des canons Nexter.
Finalement, le 17 décembre 2014, le ministère polonais de la Défense annonce un accord d'une valeur de 320 millions de dollars américains avec le coréen Samsung Techwin (maintenant Hanwha Techwin) pour l'achat de 120 châssis K9 Thunder, les 24 premiers devant être livrés en 2017 et 96 devant être construits sous licence en Pologne entre 2018 et 2022. La Pologne évalue également le châssis du T-155 Fırtına turc dérivé aussi du K9[réf. nécessaire]. Le châssis UPG-NG original de l'OBRUM polonais construit par BUMAR équipé d'un moteur S-12U et d'autres éléments du PT-91 Twardy utilisés dans huit obusiers de la production initiale est abandonné en raison de fissures structurelles et de la fin de production des moteurs S-12U.
Le premier châssis K9 est expédié en Pologne pour test et intégration en juin 2015. Le prototype est déployé le 24 août 2015. Il subit une batterie d'essais en octobre 2015, qui se termine avec succès en avril 2016, permettant le lancement de la production en série[réf. nécessaire]. Le 7 avril 2016, le ministère de la Défense nationale et le fabricant concluent la phase de recherche et développement. Le 28 avril 2016, lors de la visite du Premier ministre polonais à Stalowa Wola, les deux premiers exemplaires en série sont remis à l'armée polonaise. Ils rejoignent les huit exemplaires initiaux au centre de formation d'artillerie de Toruń. Lors de la cérémonie de remise du 18 novembre 2016, neuf Krab sont admis au service actif en présence du ministre polonais de la Défense nationale, tandis que sept autres sont en phase de test. Les huit tourelles d'origine sur châssis UPG sont prévues pour être mises à niveau vers le châssis K9 après la livraison du premier lot de 16 canons d'ici la fin de 2016. L'accord pour les 96 unités suivantes est signé le 14 décembre 2016, portant la commande totale à 120 Krab pour cinq régiments.
Chacun des cinq régiments de Krab doit être équipé de 24 obusiers. La première unité à recevoir 24 Krab en 2017 doit être le 11e régiment d'artillerie de Mazurie à Węgorzewo. Le programme de développement de munitions avancées et intelligentes de 155 mm doit se terminer en 2017.
La capacité de production maximale de cet équipement est, en 2022, probablement de 20 à 30 pièces par an. L'armée polonaise a reçu 8 à 16 Krabs par an chaque année à cette date. 
À la suite de l'invasion de l'Ukraine par la Russie en 2022, le gouvernement polonais livre 18 pièces aux alentours du mois de mai à l'armée ukrainienne. Le 1er juin, on fait état de l'achat de 54 pièces neuves par l'Ukraine, le plus important contrat d'armement à l'exportation de la Pologne depuis la chute du régime communiste.

## Caractéristiques
La portée du AHS Krab est de 30 km avec des obus standards, 40 km pour des obus assistés d'une fusée. Il est capable de tirer six coups par minute et de se déplacer à 67 km/h.
Le Krab bénéficie d'un dispositif de vision nocturne, d'un viseur de tir direct, d'un système d'extincteurs automatique et d'un télémètre laser.

## Opérateurs

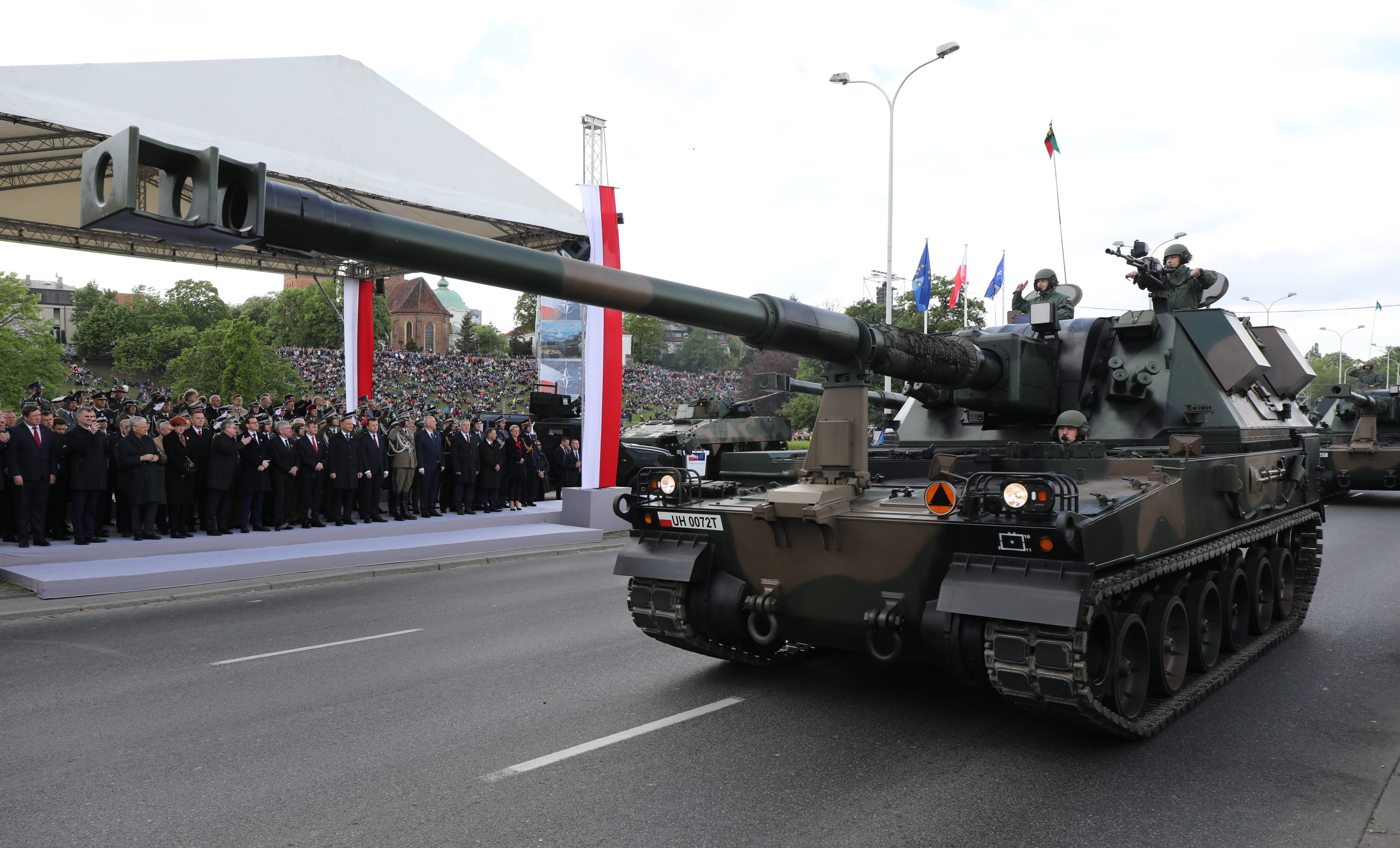
Un AHS Krab lors d'un défilé en Pologne.

Opérateurs actuels
- Pologne: 80 livrés en mai 2022 sur 122 commandés[15],[16].

- Ukraine: 18 véhicules[17] donnés par la Pologne. Contrat pour une estimation de 54 pièces annoncé le 1er juin 2022[18].

## Véhicules similaires
- 2S19 Mtsa
- 2S35 Koalitsia-SV
- K9 Thunder
- M108/M109
- PzH 2000
- T-155 Fırtına
- PLZ-05